# 복합 렌즈
복합 렌즈(複合 lens)는 두 개 혹은 그 이상의 렌즈를 접합시켜 만든 렌즈이다. 상의 뒤틀림(왜곡)이나 빛의 줄무늬를 감소시키는 역할을 한다.